# 雷光肇
雷光 肇（らいこう はじめ、1978年5月5日 - ）は、大阪府大阪市西成区出身で八角部屋所属の元大相撲力士。本名は山口 肇（やまぐち はじめ）。身長188cm、体重158kg。最高位は西十両11枚目（2005年9月場所）。得意技は左四つ、寄り。趣味はモデルガン収集、サバイバルゲーム、血液型はB型。

## 来歴
消防士の長男で、大阪市立千本小学校2年生から6年生の間は少林寺拳法の道場へ通い、大阪市立成南中学校では柔道部に所属した。中学校3年生になって初めて相撲を取り始め、大阪市の大会に出場した。相撲経験の長い弟・勲（元幕下・北勝城）と共に、八角部屋の関係者から勧誘された。近所でちゃんこ店を経営していた元幕下の雷光山の熱心な勧めもあり、入門を決意した。中学卒業と同時に八角部屋に入門し、1994年3月場所に初土俵を踏んだ。
相撲経験はほとんど無かったが着実に番付を上げて行き、初土俵から5年で幕下に昇進した。しかし、なかなか幕下に定着できずに三段目との往復をしていた時期が長く続いた。2003年頃から幕下上位でも勝ち越せるようになり、2004年1月場所には東幕下筆頭まで番付を上げたが、2勝5敗と負け越して跳ね返された。それでも着実に実力を付けていき、東幕下2枚目で迎えた2005年7月場所では5勝2敗と勝ち越し、翌9月場所に十両に昇進した。
左四つになると力を発揮し期待されたが、本来の相撲が全く取れず3勝12敗と負け越し、1場所で幕下に陥落した。その後は幕下15枚目以内の番付にとどまるものの、勝ち越しと負け越しを繰り返し、十両に復帰することは出来なかった。西幕下39枚目まで番付を落とした2008年3月場所を最後に現役を引退した。前場所に引退した弟の北勝城の後を追う形となった。

## 主な成績
- 通算成績：310勝282敗4休  勝率.524
- 十両成績：3勝12敗  勝率.200
- 現役在位：85場所
- 十両在位：1場所

### 場所別成績
| | 一月場所 初場所（東京） | 三月場所 春場所（大阪） | 五月場所 夏場所（東京） | 七月場所 名古屋場所（愛知） | 九月場所 秋場所（東京） | 十一月場所 九州場所（福岡） |
| --- | ----------------------- | ----------------------- | ----------------------- | --------------------------- | ----------------------- | --------------------------- |
| 1994年 （平成6年） | x                       | （前相撲）              | 東序ノ口27枚目 4–3      | 東序二段197枚目 5–2         | 東序二段149枚目 4–3     | 西序二段117枚目 3–4         |
| 1995年 （平成7年） | 西序二段138枚目 6–1     | 東序二段57枚目 5–2      | 東序二段13枚目 2–5      | 東序二段37枚目 3–4          | 西序二段61枚目 4–3      | 西序二段39枚目 4–3          |
| 1996年 （平成8年） | 東序二段15枚目 5–2      | 東三段目79枚目 3–4      | 西三段目99枚目 3–4      | 東序二段24枚目 4–3          | 西序二段3枚目 2–5       | 東序二段38枚目 3–4          |
| 1997年 （平成9年） | 東序二段61枚目 6–1      | 西三段目98枚目 2–5      | 東序二段29枚目 6–1      | 西三段目70枚目 4–3          | 西三段目51枚目 4–3      | 東三段目34枚目 3–4          |
| 1998年 （平成10年） | 西三段目47枚目 3–4      | 西三段目65枚目 6–1      | 西三段目15枚目 3–4      | 東三段目28枚目 4–3          | 西三段目14枚目 2–5      | 西三段目42枚目 5–2          |
| 1999年 （平成11年） | 西三段目19枚目 3–4      | 西三段目36枚目 5–2      | 西三段目10枚目 5–2      | 西幕下51枚目 4–3            | 西幕下40枚目 5–2        | 西幕下26枚目 1–6            |
| 2000年 （平成12年） | 西幕下46枚目 2–5        | 西三段目8枚目 5–2       | 東幕下53枚目 3–4        | 西三段目9枚目 5–2           | 西幕下48枚目 3–4        | 東幕下53枚目 5–2            |
| 2001年 （平成13年） | 東幕下34枚目 2–5        | 東幕下51枚目 3–4        | 東三段目6枚目 4–3       | 東幕下57枚目 4–3            | 西幕下48枚目 4–3        | 西幕下40枚目 5–2            |
| 2002年 （平成14年） | 東幕下23枚目 4–3        | 西幕下20枚目 3–4        | 東幕下30枚目 2–5        | 西幕下44枚目 2–5            | 西三段目5枚目 5–2       | 東幕下44枚目 4–3            |
| 2003年 （平成15年） | 東幕下36枚目 4–3        | 東幕下28枚目 5–2        | 西幕下14枚目 5–2        | 東幕下5枚目 4–3             | 東幕下3枚目 3–4         | 西幕下8枚目 4–3             |
| 2004年 （平成16年） | 東幕下筆頭 2–5          | 東幕下11枚目 3–4        | 西幕下17枚目 5–2        | 東幕下8枚目 2–5             | 東幕下20枚目 4–3        | 西幕下16枚目 6–1            |
| 2005年 （平成17年） | 西幕下6枚目 3–4         | 東幕下12枚目 4–3        | 西幕下9枚目 5–2         | 東幕下2枚目 5–2             | 西十両11枚目 3–12       | 西幕下6枚目 3–4             |
| 2006年 （平成18年） | 東幕下10枚目 4–3        | 東幕下7枚目 3–4         | 西幕下11枚目 4–3        | 東幕下9枚目 3–4             | 西幕下14枚目 5–2        | 西幕下6枚目 4–3             |
| 2007年 （平成19年） | 東幕下4枚目 2–5         | 西幕下15枚目 5–2        | 西幕下7枚目 2–5         | 東幕下18枚目 2–5            | 東幕下33枚目 4–3        | 東幕下25枚目 4–3            |
| 2008年 （平成20年） | 西幕下18枚目 1–6        | 西幕下39枚目 引退 1–2–4 | x                       | x                           | x                       | x                           |
| 各欄の数字は、「勝ち-負け-休場」を示す。 優勝 引退 休場 十両 幕下 三賞：敢=敢闘賞、殊=殊勲賞、技=技能賞 その他：★=金星 番付階級：幕内 - 十両 - 幕下 - 三段目 - 序二段 - 序ノ口 幕内序列：横綱 - 大関 - 関脇 - 小結 - 前頭（「#数字」は各位内の序列） |                         |                         |                         |                             |                         |                             |

## 改名歴
- 大山口 肇（おおやまぐち はじめ）1994年3月場所-1995年5月場所
- 雷光 肇（らいこう -）1995年7月場所-2008年3月場所

※雷光の四股名は元幕下・雷光山の経営するちゃんこ店「雷光」から由来。